# Accademia degli Intronati
L’Accademia degli Intronati de Sienne était un collège d’écrivains humanistes érudits et aristocrates fondé dans les années 1520 à Sienne. 

## Historique
L' Académie des Intronati a été fondée en 1525 par des professeurs du Studium de Sienne et des notables pour se consacrer aux études de la langue, de la littérature et à la comédie. Ils ont pris le nom d' Intronati pour signifier que le bruit du monde les assourdissait et les picotait.
La fondation de cette académie se place dans un mouvement général de création à Sienne de réunions de personnes partageant le même intérêt sur des sujets particuliers. Au début du XVIe siècle il existait plus de 30 académies à Sienne.
Cette académie était à l’origine composée de sex viri nobiles senenses : 
- lo Scaltrito (l’archevêque Francesco Bandini Piccolomini)
- l' Arsiccio (Antonio Vignali)
- l'Importuno (Francesco Sozzi)
- il Sodo (Marco Antonio Piccolomini)
- il Moscone (Giovan Francesco Franceschi)
- il Cirloso (Alessandro Marzi)[1].

Gl’Ingannati fut leur première pièce représentée (en 1531), et sans doute la plus célèbre : elle est inspirée des comédies antiques avec une grande précision, et fut traduite en français par l'humaniste Charles Estienne en 1542 sous le titre La Comédie du sacrifice (renommée ensuite en Les Abusés). 